# En familj som vår
En familj som vår (danska: Familier som vores) är en dansk dramaserie som hade premiär på danska TV 2 den 20 oktober och i Sverige på TV4 den 28 oktober 2024. Serien består av sju avsnitt och är regisserad av Thomas Vinterberg.

## Handling
Serien utspelar sig i en nära framtid där klimatförändringar och stigande vattennivåer riskerar att göra Danmark obeboeligt. Studenten Laura måste välja mellan sina frånskilda föräldrar och sin pojkvän.

## Rollista i urval
| Amaryllis August         | – Laura                     |
| Albert Rudbeck Lindhardt | – Elías                     |
| Nikolaj Lie Kaas         | – Jacob                     |
| Paprika Steen            | – Fanny                     |
| Helene Reingaard Neumann | – Amalie                    |
| Esben Smed               | – Nikolaj                   |
| Magnus Millang           | – Henrik, Nikolaj's husband |
| Thomas Bo Larsen         | – Holger                    |
| David Dencik             | – Peter                     |
| Max Kaysen Høyrup        | – Lucas                     |
| Asta Kamma August        | – Lucas mamma               |
| Klez Brandar             | – tulltjänsteman            |